# Facheiroa bragaia
Facheiroa bragaia es una especie de planta suculenta perteneciente al género Facheiroa, dentro de la familia Cactaceae. Es endémica del nordeste de Brasil (concretamente del estado de Bahía).

## Descripción

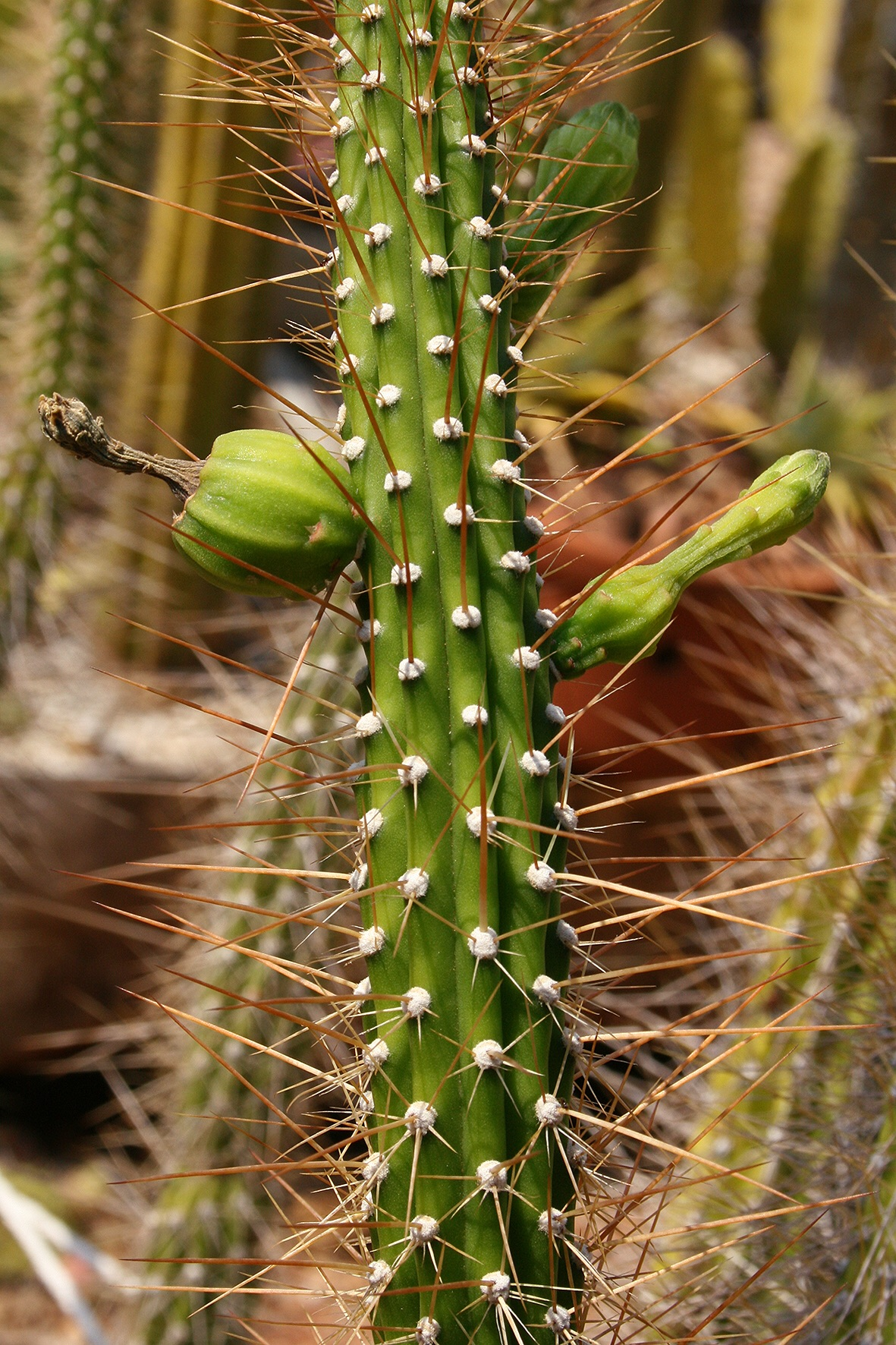
Detalle del fruto

Facheiroa bragaia es una especie de cactus de crecimiento arbustivo, con tallos erguidos muy poco ramificados desde la base, la cual es ligeramente leñosa. Son de color verde, cilíndricos y aunque pueden alcanzar hasta 4 m de largo, lo normal es que se queden más cortos. Presentan de 10 a 12 costillas romas, sobre las que se sitúan las areolas, las cuales están cubiertas de espinas de color marrón amarillento con forma de aguja. 
Las flores presentan pétalos de color blanco verdoso a blanco, se abren por la noche y son polinizadas por murciélagos. Se forman lateralmente en la parte superior de los tallos, son delgadas y tienen forma de embudo. Son ligeramente escamosas, con glándulas de néctar extraflorales de color verde, amarillo o rojo. 
El fruto es pequeño y va de esférico a ligeramente ovalado. Mide de 1,5 a 1,9 cm de largo y de 6 a 8 mm de ancho, con pulpa transparente y sin espinas exteriores. Las semillas son negras, en forma de casco y relativamente grandes, de 1,5 a 1,8 mm de longitud.

## Distribución y hábitat
El área de distribución nativa de esta especie es el nordeste de Brasil, concretamente en la región de Caatinga en el noroeste del estado de Bahía y crece principalmente en el bioma tropical estacionalmente seco.

## Taxonomía
Facheiroa bragaia fue descrita por el botánico británico Nigel Paul Taylor y publicada por primera vez en la revista científica Annals of Botany. Oxford 132: 1003 en 2023.
Etimología
- Facheiroa: nombre genérico que deriva de la palabra portuguesa facheiro, que es el nombre común que se utiliza en Brasil para nombrar algunos cactus de este género.[3]
- bragaia: epíteto específico otorgado en honor al entusiasta brasileño de los cactus Alexander Braga Nascimento, quien descubrió la especie en Bahía (Brasil).[4][5]

## Estado de conservación
En la Lista Roja de Especies Amenazadas de la UICN, la especie está clasificada como "Vulnerable (VU)".

## Usos
Se cultiva principalmente como planta ornamental y su propagación se realiza normalmente a través de esquejes o semillas.